# MAP kináza

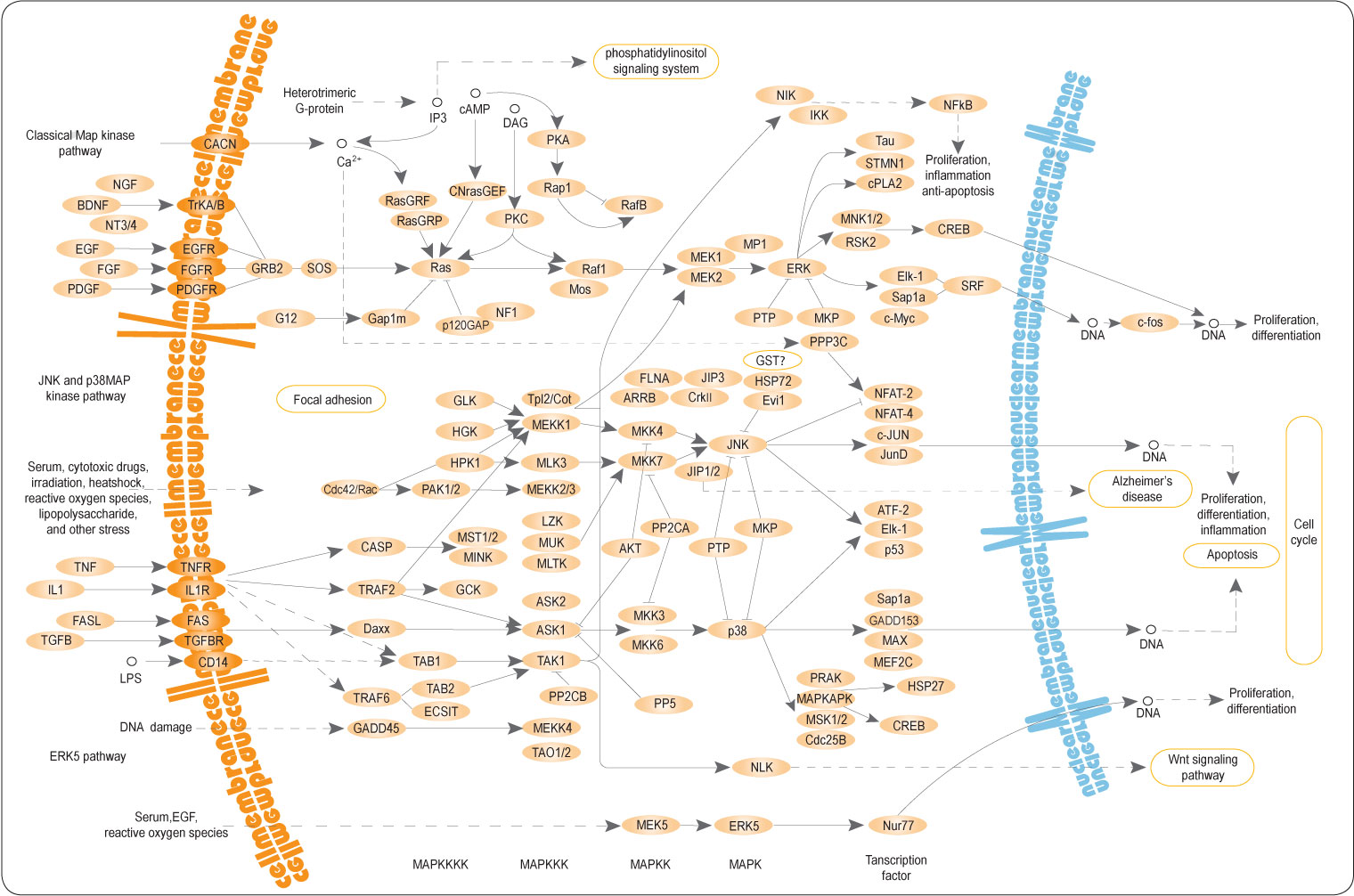
Složité vztahy panující mezi různými členy MAP kaskád

MAP kinázy (z angl. mitogen-activated protein kinases – mitogenem aktivované proteinkinázy) jsou enzymy ze skupiny kináz, které se účastní širokého spektra buněčných pochodů, jako je regulace exprese genů, mitóza, buněčná diferenciace a proliferace, ale i programovaná buněčná smrt.
MAP kináza je aktivována několikastupňovou fosforylační kaskádou kináz (tzv. Ras/MAP kaskáda), v níž v každém kroku předcházející kináza aktivuje tu následující. V typickém případě začíná tato kaskáda na membráně, kde dojde pomocí tyrosinkinázového receptoru k aktivaci proteinu Ras. Ras aktivuje tzv. MAP kináza kináza kinázu, ta aktivuje MAP kináza kinázu a ta konečně aktivuje MAP kinázu.